# Cyrtodactylus roesleri
Espèce
Cyrtodactylus roesleri est une espèce de geckos de la famille des Gekkonidae.

## Répartition
Cette espèce se rencontre dans la cordillère annamitique dans la province de Quảng Bình au Viêt Nam et au Laos.

## Étymologie
Cette espèce est nommée en l'honneur d'Herbert Rösler.

## Publication originale
- Ziegler, Nazarov, Orlov, Nguyen, Vu, Dang, Dinh & Schmitz, 2010 : A third new Cyrtodactylus (Squamata: Gekkonidae) from Phong Nha-Ke Bang National Park, Truong Son Range, Vietnam. Zootaxa, n. 2413, p. 20–36.